# Saint-Tropez Blues (chanson)
Pour les articles homonymes, voir Saint-Tropez, Saint-Tropez Blues et Blues (homonymie).
Clip vidéo
[vidéo] « Marie Laforêt & Jacques Higelin - Saint Tropez Blues », sur YouTube
[vidéo] « Marie Laforêt & Jacques Higelin - Saint Tropez Blues (film) », sur YouTube
Saint-Tropez Blues est une chanson d'amour française French jazz, des auteurs-compositeurs Henri Crolla et Minnie Danzas, premier disque 45 tours EP et succès des carrières de Marie Laforêt et Jacques Higelin, qui l'enregistre en single pour le thème musical d'un de leurs premiers films Saint-Tropez Blues de 1961,.

## Histoire
Après le succès international de Et Dieu… créa la femme, premier film  de Roger Vadim, tourné à Saint-Tropez en 1956, avec les deux jeunes acteurs Brigitte Bardot et Jean-Louis Trintignant (qui contribuent au succès international des lieux) Marcel Moussy tourne à son tour ce premier film Saint-Tropez Blues en 1959, de la Nouvelle Vague, avec deux jeunes acteurs-chanteurs d'alors, Marie Laforêt et Jacques Higelin, et une bande originale de film French jazz. Ce film est le second de Marie Laforêt (âgée de 20 ans, avec Plein Soleil de René Clément, avec Alain Delon) et le premier 45 tours de sa carrière (accompagnée par son ami d'enfance Jacques Higelin, âgé de 19 ans) « Ils viennent de Singapour, de Santiago du Chili, de Hong Kong ou du Mali, à ton rendez-vous d'amour, Saint-Tropez, Saint-Tropez. Ils reviendront toujours, Saint-Tropez, dans les yeux de tes filles, y'a la joie de la vie, et toutes les folies, et toutes les fureurs, Saint-Tropez, Saint-Tropez... ».

## Disque 45 tours EP 5 titres
La bande originale du film est composée de 2 titres interprétés par Marie Laforêt (Saint-Tropez Blues et Tumbleweed)  et de 3 titres instrumentaux :
- Saint-Tropez Blues (thème musical du film) : Marie Laforêt (Henri Crolla)
- Barbecue (André Hodeir)
- La Ponche (Henri Crolla)
- Tumbleweed : Marie Laforêt (Jacques Prévert, Henri Crolla)[7]
- Paris-Saint Tropez (André Hodeir)

## Cinéma
- 1961 : Saint-Tropez Blues, de Marcel Moussy, avec Marie Laforêt et Jacques Higelin[8]

## Anecdote
En 1962 (l'année suivante) Dick Rivers et son groupe Les Chats sauvages enregistrent Twist à Saint-Tropez, de leur 1er album Est-ce que tu le sais ?